# Дяволски мост (Тарту)
Вижте пояснителната страница за други значения на Дяволски мост.
Дяволски мост (на естонски: Kuradisild) е мост в естонския град Тарту.
Намира се на хълма Тоомемаги (Toomemägi, „Катедрален хълм“). Построен е през 1913 г. по проект на архитекта Арвед Айххорн по повод 300-ата годишнина от управлението на династията Романови.
На това място са съществували 2 моста преди това, построени през 1808 – 1809 и 1841 г. Мостът от 1809 г. е построен по проект на Йохан Вилхелм Краузе в неоготически стил.